# Epaenidea
Epaenidea is een geslacht van kevers uit de familie bladkevers (Chrysomelidae).
De wetenschappelijke naam van het geslacht werd in 1963 gepubliceerd door Gressitt & Kimoto.

## Soorten
- Epaenidea elegans Kimoto & Gessitt, 1966
- Epaenidea indochinensis Medvedev, 2004
- Epaenidea subvirida (Gressitt & Kimoto, 1963)